# Biroia pulchripennis
Biroia pulchripennis är en stekelart som först beskrevs av Cameron 1887.  Biroia pulchripennis ingår i släktet Biroia och familjen bracksteklar. Inga underarter finns listade.